# Ballon d'Or 2023
O Ballon d'Or 2023 (em português, Bola de Ouro 2023) foi a 67.ª cerimônia anual do Ballon d'Or, apresentado pela France Football, e reconhecendo os melhores jogadores de futebol do mundo na temporada 2022–23. Pela segunda vez na história do prêmio, ele será concedido com base nos resultados da temporada e não no ano civil, com a temporada começando em 1 de agosto de 2022 e terminando em 31 de julho de 2023. Os indicados foram anunciados em 6 de setembro de 2023.

## Ballon d'Or

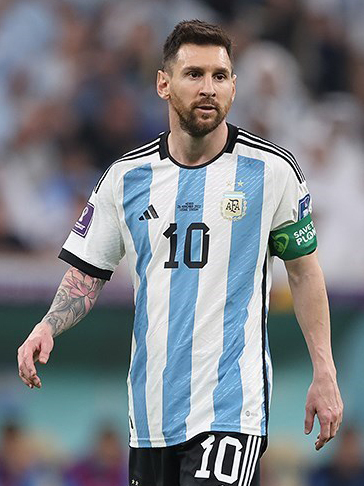
Lionel Messi (imagem), oito vezes vencedor da Bola de Ouro, maior vencedor da história

Para jogadores que jogaram por vários clubes durante a temporada, apenas o clube mais recente é listado.
Estes são os 30 jogadores nomeados melhores do mundo, segundo a revista France Football:
| Ranking | Jogador               | Nacionalidade | Posição        | Clube               |
| ------- | --------------------- | ------------- | -------------- | ------------------- |
| 1       | Lionel Messi          | Argentina     | Atacante       | Inter Miami         |
| 2       | Erling Haaland        | Noruega       | Centroavante   | Manchester City     |
| 3       | Kylian Mbappé         | França        | Atacante       | Paris Saint-Germain |
| 4       | Kevin De Bruyne       | Bélgica       | Meio-campista  | Manchester City     |
| 5       | Rodri                 | Espanha       | Volante        | Manchester City     |
| 6       | Vinícius Júnior       | Brasil        | Ponta-esquerda | Real Madrid         |
| 7       | Julián Álvarez        | Argentina     | Atacante       | Manchester City     |
| 8       | Victor Osimhen        | Nigéria       | Centroavante   | Napoli              |
| 9       | Bernardo Silva        | Portugal      | Meio-campista  | Manchester City     |
| 10      | Luka Modrić           | Croácia       | Meio-campista  | Real Madrid         |
| 11      | Mohamed Salah         | Egito         | Ponta-direita  | Liverpool           |
| 12      | Robert Lewandowski    | Polônia       | Centroavante   | Barcelona           |
| 13      | Yassine Bounou        | Marrocos      | Goleiro        | Al-Hilal            |
| 14      | İlkay Gündoğan        | Alemanha      | Meio-campista  | Barcelona           |
| 15      | Emiliano Martínez     | Argentina     | Goleiro        | Aston Villa         |
| 16      | Karim Benzema         | França        | Centroavante   | Al-Ittihad          |
| 17      | Khvicha Kvaratskhelia | Geórgia       | Ponta-esquerda | Napoli              |
| 18      | Jude Bellingham       | Inglaterra    | Meio-campista  | Real Madrid         |
| 19      | Harry Kane            | Inglaterra    | Centroavante   | Bayern Munich       |
| 20      | Lautaro Martínez      | Argentina     | Atacante       | Inter de Milão      |
| 21      | Antoine Griezmann     | França        | Atacante       | Atlético de Madrid  |
| 22      | Kim Min-jae           | Coreia do Sul | Zagueiro       | Bayern Munich       |
| 23      | André Onana           | Camarões      | Goleiro        | Manchester United   |
| 24      | Bukayo Saka           | Inglaterra    | Ponta-direita  | Arsenal             |
| 25      | Joško Gvardiol        | Croácia       | Zagueiro       | Manchester City     |
| 26      | Jamal Musiala         | Alemanha      | Meio-campista  | Bayern Munich       |
| 27      | Nicolò Barella        | Itália        | Meio-campista  | Inter de Milão      |
| 28      | Randal Kolo Muani     | França        | Atacante       | Paris Saint-Germain |
| 28      | Martin Ødegaard       | Noruega       | Meio-campista  | Arsenal             |
| 30      | Rúben Dias            | Portugal      | Zagueiro       | Manchester City     |

1. ↑  Messi assinou pelo Inter Miami como agente livre após seu contrato com o Paris Saint-Germain ter expirado.
2. ↑  Bounou foi contratado pelo Al-Hilal ao Sevilla FC durante a temporada.
3. ↑  Gündoğan assinou pelo Barcelona como agente livre depois que seu contrato com o Manchester City expirou.
4. ↑  Benzema assinou pelo Al-Ittihad como agente livre após o término do seu contrato com o Real Madrid.
5. ↑  Bellingham foi contratado pelo Real Madrid ao Borussia Dortmund durante a temporada.
6. ↑  Kane foi contratado pelo Bayern de Munique do Tottenham Hotspur durante a temporada.
7. ↑  Min-jae foi contratado pelo Bayern de Munique do Napoli durante a temporada.
8. ↑  Onana foi contratado pelo Manchester United do Inter de Milão durante a temporada.
9. ↑  Gvardiol foi contratado pelo Manchester City ao RB Leipzig durante a temporada.
10. ↑  Kolo Muani foi contratado pelo Paris Saint-Germain ao Eintracht Frankfurt durante a temporada.

## Ballon d'Or Féminin

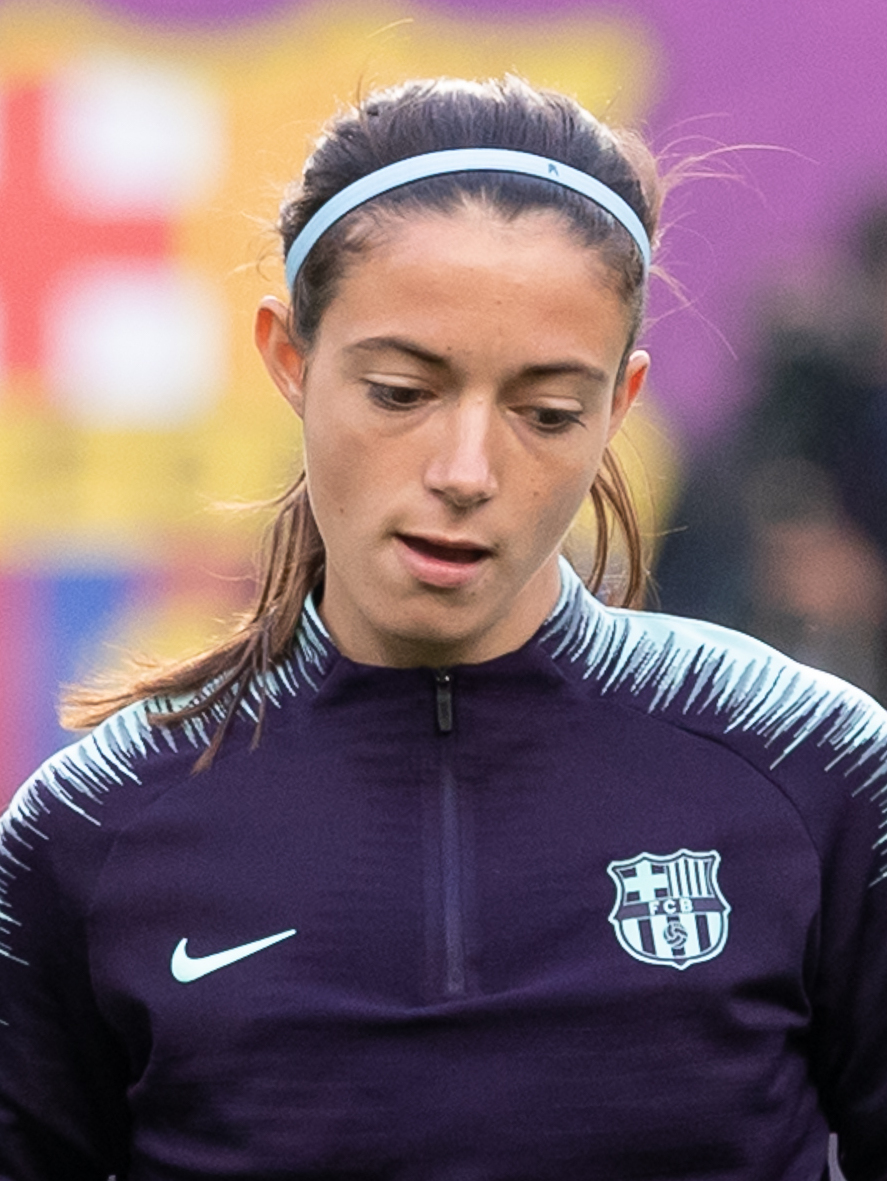
Aitana Bonmatí (imagem), vencedora da Bola de Ouro

Para jogadoras que jogaram por vários clubes durante a temporada, apenas o clube mais recente é listado.
Estas são as 30 jogadoras nomeadas melhores do mundo, segundo a revista France Football:
| Ranking | Jogadora             | Nacionalidade  | Posição                   | Clube                 |
| ------- | -------------------- | -------------- | ------------------------- | --------------------- |
| 1       | Aitana Bonmatí       | Espanha        | Meia-campista             | Barcelona             |
| 2       | Sam Kerr             | Austrália      | Atacante                  | Chelsea               |
| 3       | Salma Paralluelo     | Espanha        | Ponta-esquerda            | Barcelona             |
| 4       | Fridolina Rolfö      | Suécia         | Lateral/Atacante          | Barcelona             |
| 5       | Mary Earps           | Inglaterra     | Goleira                   | Manchester United     |
| 6       | Olga Carmona         | Espanha        | Lateral-esquerda          | Real Madrid           |
| 7       | Alexandra Popp       | Alemanha       | Centroavante              | Wolfsburg             |
| 8       | Patricia Guijarro    | Espanha        | Meia-campista             | Barcelona             |
| 9       | Linda Caicedo        | Colômbia       | Atacante                  | Real Madrid           |
| 10      | Rachel Daly          | Inglaterra     | Atacante                  | Aston Villa           |
| 11      | Millie Bright        | Inglaterra     | Zagueira                  | Chelsea               |
| 12      | Hinata Miyazawa      | Japão          | Atacante                  | Vegalta Sendai Ladies |
| 13      | Lena Oberdorf        | Alemanha       | Meia-campista             | Wolfsburg             |
| 14      | Kadidiatou Diani     | França         | Atacante                  | Lyon                  |
| 15      | Amanda Ilestedt      | Suécia         | Zagueira                  | Arsenal               |
| 16      | Mapi León            | Espanha        | Lateral-esquerda/Zagueira | Barcelona             |
| 17      | Hayley Raso          | Austrália      | Atacante                  | Real Madrid           |
| 18      | Ewa Pajor            | Polônia        | Centroavante              | Wolfsburg             |
| 19      | Guro Reiten          | Noruega        | Meia-campista             | Chelsea               |
| 20      | Asisat Oshoala       | Nigéria        | Atacante                  | Barcelona             |
| 21      | Alba Redondo         | Espanha        | Atacante                  | Levante               |
| 22      | Katie McCabe         | Irlanda        | Lateral-esquerda          | Arsenal               |
| 23      | Georgia Stanway      | Inglaterra     | Meia-campista             | Bayern Munich         |
| 24      | Khadija Shaw         | Jamaica        | Atacante                  | Manchester City       |
| 25      | Sophia Smith         | Estados Unidos | Atacante                  | Portland Thorns       |
| 26      | Wendie Renard        | França         | Zagueira                  | Lyon                  |
| 27      | Yui Hasegawa         | Japão          | Meia-campista             | Manchester City       |
| 28      | Debinha              | Brasil         | Atacante                  | Kansas City Current   |
| 29      | Jill Roord           | Países Baixos  | Meia-campista             | Manchester City       |
| 29      | Daphne van Domselaar | Países Baixos  | Goleira                   | Aston Villa           |

1. ↑  Diani assinou pelo Lyon como agente livre depois que seu contrato com o Paris Saint-Germain expirou.
2. ↑  Ilestedt foi contratada pelo Arsenal do Paris Saint-Germain durante a temporada.
3. ↑  Raso assinou com o Real Madrid como agente livre depois que seu contrato com o Manchester City expirou.
4. ↑  Debinha assinou com o Kansas City Current como agente livre depois que seu contrato com o North Carolina Courage expirou.
5. ↑  Roord assinou com o Manchester City como agente livre depois que seu contrato com o Wolfsburg expirou.
6. ↑  Van Domselaar foi contratada pelo Aston Villa do Twente durante a temporada.

## Troféu Kopa
Para jogadores que jogaram por vários clubes durante a temporada, apenas o clube mais recente é listado.
Estes são os 10 jogadores nomeados para o Troféu Kopa de Melhor Jogador Jovem do Mundo, segundo a revista France Football:
| Ranking | Jogador           | Nacionalidade | Posição          | Clube             |
| ------- | ----------------- | ------------- | ---------------- | ----------------- |
| 1       | Jude Bellingham   | Inglaterra    | Meio-campista    | Real Madrid       |
| 2       | Jamal Musiala     | Alemanha      | Meio-campista    | Bayern Munich     |
| 3       | Pedri             | Espanha       | Meio-campista    | Barcelona         |
| 4       | Eduardo Camavinga | França        | Meio-campista    | Real Madrid       |
| 5       | Gavi              | Espanha       | Meio-campista    | Barcelona         |
| 6       | Xavi Simons       | Países Baixos | Meio-campista    | RB Leipzig        |
| 7       | Alejandro Balde   | Espanha       | Lateral-esquerdo | Barcelona         |
| 8       | António Silva     | Portugal      | Zagueiro         | Benfica           |
| 9       | Rasmus Højlund    | Dinamarca     | Atacante         | Manchester United |
| 9       | Elye Wahi         | França        | Atacante         | Lens              |

1. ↑  Bellingham foi contratado pelo Real Madrid ao Borussia Dortmund durante a temporada.
2. ↑  Simons foi contratado pelo Paris Saint-Germain do PSV Eindhoven e depois emprestado ao RB Leipzig durante a temporada.
3. ↑  Højlund foi contratado pelo Atalanta do Sturm Graz e depois vendido ao Manchester United durante a temporada.
4. ↑  Wahi foi contratado pelo Lens do Montpellier durante a temporada.

## Troféu Yashin
Para jogadores que jogaram por vários clubes durante a temporada, apenas o clube mais recente é listado.
Estes são os 10 jogadores nomeados para o Troféu Yashin de Melhor Goleiro do Mundo, segundo a revista France Football:
| Ranking | Jogador               | Nacionalidade | Clube             |
| ------- | --------------------- | ------------- | ----------------- |
| 1       | Emiliano Martínez     | Argentina     | Aston Villa       |
| 2       | Ederson               | Brasil        | Manchester City   |
| 3       | Yassine Bounou        | Marrocos      | Al-Hilal          |
| 4       | Thibaut Courtois      | Bélgica       | Real Madrid       |
| 5       | Marc-André ter Stegen | Alemanha      | Barcelona         |
| 6       | André Onana           | Camarões      | Manchester United |
| 7       | Dominik Livaković     | Croácia       | Fenerbahçe        |
| 8       | Aaron Ramsdale        | Inglaterra    | Arsenal           |
| 9       | Mike Maignan          | França        | Milan             |
| 10      | Brice Samba           | França        | Lens              |

1. ↑  Bounou foi contratado pelo Al-Hilal ao Sevilla FC durante a temporada.
2. ↑  Onana foi contratado pelo Manchester United do Inter de Milão durante a temporada.
3. ↑  Livaković foi contratado pelo Fenerbahçe ao Dinamo Zagreb durante a temporada.